# Привиди Ісмаеля
«Привиди Ісмаеля» (фр. Les fantômes d'Ismaël) — французький фільм-трилер 2017 року, поставлений режисером Арно Деплешеном з Матьє Амальріком та Маріон Котіяр у головних ролях. Фільм розповідає про кінорежисера, життя якого змінюється напередодні зйомок його нового фільму з появою колишньої коханої, що зникла 20 років тому.
Прем'єра стрічки відбулася 17 травня 2017 року на відкритті 70-го Каннського міжнародного кінофестивалю, де вона брала участь у програмі «Спеціальні покази».

## У ролях
| • Матьє Амальрік   | … | Ісмаєль Віллар                    |
| • Маріон Котіяр    | … | Карлотта                          |
| • Шарлотта Генсбур | … | Сільвія                           |
| • Луї Гаррель      | … | Іван Дедаліс                      |
| • Альба Рорвахер   | … | Аріель / Фаунія                   |
| • Іпполит Жирардо  | … | Зви                               |
| • Ласло Сабо       | … | Анрі Блум                         |
| • Жак Ноло         | … | Клаврі                            |
| • Самір Есмі       | … | медик                             |
| • Бруно Тодескіні  | … | менеджер з безпеки в Таджикистані |

## Знімальна група
- Автори сценарію — Арно Деплешен, Леа Місіус, Жулі Пейр
- Режисер-постановник — Арно Деплешен
- Продюсери — Паскаль Кочето, Венсан Мараваль
- Виконавчі продюсери — Урі Мільштейн, Франц Річард (Марокко)
- Оператор — Ірина Любчанськи
- Композитор — Грегуар Етзель
- Художник-постановник — Тома Бакені
- Звукорежисер — Ніколя Кантен
- Підбір акторів — Александр Назарян

## Нагороди та номінації
| Список нагород та номінацій | Список нагород та номінацій | Список нагород та номінацій | Список нагород та номінацій | Список нагород та номінацій | Список нагород та номінацій |
| Кінопремія                  | Дата церемонії              | Категорія                   | Номінант(и)                 | Результат                   | Дж                          |
| --------------------------- | --------------------------- | --------------------------- | --------------------------- | --------------------------- | --------------------------- |
| Приз Луї Деллюка            | 2017                        | Найкращий фільм             | Привиди Ісмаеля             | Номінація                   |                             |
| Премія «Люм'єр»             | 5.02.2018                   | Найкращий кінооператор      | Ірина Любчанськи            | Номінація                   |                             |
| Премія «Люм'єр»             | 5.02.2018                   | Найкраща музика до фільму   | Грегуар Етзель              | Номінація                   |                             |